# Яндекс Бизнес
Яндекс Бизнес — сервис для автоматического запуска интернет-рекламы на площадках Яндекса и работы с клиентами, который ориентирован на рекламодателей из сегментов малого и среднего бизнеса. Впервые о сервисе Яндекс рассказал на конференции Yet another Conference 25 ноября 2020 года.
Сервис объединяет несколько инструментов, которые помогают привлекать клиентов и размещать рекламу в интернете.

## Запуск рекламы
Сервис работает на технологиях машинного обучения и позволяет рекламодателям автоматически запускать рекламу сразу на нескольких площадках Яндекса: поиске Яндекса, Яндекс Картах, Яндекс Услугах, Дзене и Рекламной сети Яндекса.
Сервис самостоятельно анализирует целевую аудиторию рекламодателя на основе информации о бизнесе из карточки организации в Яндекс Справочнике Архивная копия от 20 марта 2021 на Wayback Machine или заполненной рекламодателями анкеты и создает и настраивает контекстные, поисковые рекламные объявления. Для офлайн-бизнесов также доступно приоритетное размещение в Яндекс Картах.

### Ценообразование
Действует модель подписки с оплатой за 1, 3, 6 или 12 месяцев размещения рекламы. Стоимость рекламы индивидуальна для каждого рекламодателя и зависит от нескольких факторов: сферы работы бизнеса, конкурентного окружения (для онлайн-бизнесов) и количества целевой аудитории на каждой из площадок, где размещается реклама.

## Бесплатные инструменты
Также в Яндекс Бизнес входят бесплатные инструменты для работы с текущими клиентами.
- CRM для работы с клиентами[5]
- Онлайн-запись
- Календарь записей